# Ciuculești
Ciuculești – wieś w Rumunii, w okręgu Alba, w gminie Bucium. W 2011 roku liczyła 70 mieszkańców.